# Bactrocera impunctata
Bactrocera impunctata är en tvåvingeart som först beskrevs av Meijere 1914.  Bactrocera impunctata ingår i släktet Bactrocera och familjen borrflugor. Inga underarter finns listade.